# Poecilimon bifenestratus
Poecilimon bifenestratus är en insektsart som beskrevs av Miram 1929. Poecilimon bifenestratus ingår i släktet Poecilimon och familjen vårtbitare. Inga underarter finns listade i Catalogue of Life.